# Immortal (Beth Hart)
Immortal è il primo album in studio da solista della cantante statunitense Beth Hart, pubblicato nel 1996.

## Tracce
1. Run (Beth Hart, Jimmy Khoury)
2. Spiders in My Bed (Hart)
3. Isolation (Hart, Khoury, Tal Herzberg)
4. Hold Me Through the Night (Hart, Khoury)
5. State of Mind (Hart, Khoury, Herzberg)
6. Burn Chile (Hart, Khoury, Herzberg)
7. Immortal (Hart, Khoury, Herzberg)
8. Summer Is Gone (Hart)
9. Ringing (Hart, Khoury, Herzberg)
10. God Bless You (Hart, Khoury)
11. Am I the One (Hart)
12. Blame the Moon (Geoffrey Tozer)